# 윈도우 IoT

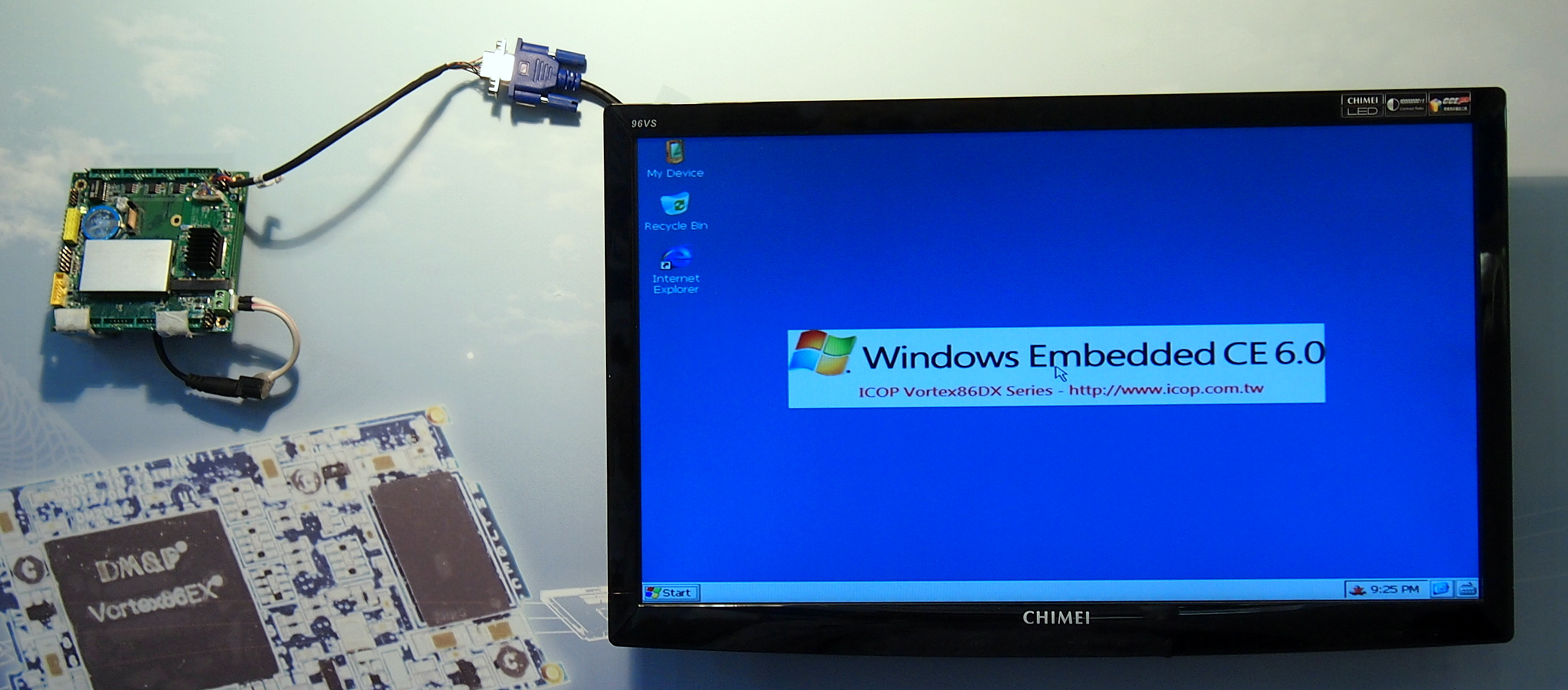
Windows Embedded CE 6.0

윈도우 IoT(Windows IoT, 이전 명칭: 윈도우 임베디드/Windows Embedded)는 마이크로소프트가 개발한 윈도우 계열의 임베디드 시스템 운영 체제이다. 마이크로소프트는 현재 임베디드 장치를 위한 3개의 하위 운영 체제 계열이 있으며 키오스크와 같은 판매 시점 정보 관리(POS) 장치의 소형 실시간 장치를 대상으로 한다. 윈도우 임베디드 운영 체제들은 하드웨어에 미리 로드되는 OEM으로 이용이 가능하며 일부의 경우 볼륨 라이선스 고객에게도 판매되고 있다.

## IoT 계열
- 엔터프라이즈
- 모바일 엔터프라이즈
- IoT 모바일
- 코어
  - 코어 프로
  - 코어 엔터프라이즈

## 윈도우 임베디드 계열
- 윈도우 임베디드 컴팩트 (윈도우 CE)
- 윈도우 임베디드 스탠다드 (윈도우 XP 임베디드, 윈도우 NT 4.0 임베디드)
- 윈도우 임베디드 엔터프라이즈 (윈도우 XP 임베디드, 윈도우 비스타 임베디드)
- 윈도우 임베디드 인더스트리 (윈도우 임베디드 인더스트리)
- 윈도우 임베디드 오토모티브 (윈도우 임베디드 오토모티브)
- 윈도우 임베디드 핸드헬드 6.5